# Trgovina
Trgovina je ponujanje blaga in storitev za plačilo (denar) ali drugo blago. 
O pravi trgovini govorimo, kadar je posredovanje blaga osnovna dejavnost podjetja. Trgovci blago kupijo, prevažajo in prodajajo, ne da bi ga spremenili oziroma predelali. Najpogostejša slovnična napaka je uporaba besede "trgovina" za prodajalno. Trgovina je namreč le poimenovanje dejavnosti, ne more pa se s to besedo poimenovati konkretno mesto, kjer se dejavnost opravlja. Takšno mesto je prodajalna in ne trgovina.
Prvi stiki med različnimi civilizacijami so bili že od nekdaj trgovski. Danes smo zahvaljujoč trgovini na pragu globalizacije. Najpomembnejša trgovska organizacija je WTO. 

Izdelki se prodajajo tudi prek spleta, v tako imenovani spletni trgovini.